# Благовіщенська церква (Лохвиця)
Благовіщенська церква — діюча православна церква в місті Лохвиця, Миргородський район, Полтавська область; пам'ятка історії і архітектури XIX століття. Найстаріша мурована споруда міста. Належить до Лохвицька релігійна громада, Благовіщенська парафія, Полтавська єпархія ПЦУ, 
4 червня 2023 року Благовіщенська релігійна громада на парафіяльних зборах одностайно проголосувала за зміну конфесійної приналежності, долучившись до автокефальної помісної православної української церкви - ПЦУ. 
Остаточний вхід на територію Благовіщенського Храму відбувся 19 грудня 2023 року. В ЗМІ цей перехід названо вже «зразковим переходом» 
Очолює парафію отець Всеволод Бігун.

## Історія
Лохвицька Благовіщенська церква згадується в описі Чернігівського намісництва, зробленого О. Шафонським у 1783 році. Там же, зокрема, був зазначений рік її побудови — 1740-й. Як і більшість решти храмів та будівль тогочасної Лохвиці, храм був дерев'яним. Розташовувався він у межах оборонного валу міста поблизу Шиянської брами. Наприкінці XVIII століття церква згоріла в пожежі.
У 1800 році на тому ж місці в Лохвиці була споруджена нова Благовіщенська церква — мурована, ставши на той час першою кам'яницею в місті й у цілому повіті.
Храм збудований «кораблем», тобто в плануванні мав форму видовженого прямокутника. Будівля була виконана в стилі строгого класицизму, що було даниною часу, мала двосхилу покрівлю з одним великим куполом. Однак останнє дійсне лише щодо планування і загальних форм, однак у деталях і декорі храм є радше еклектичним.

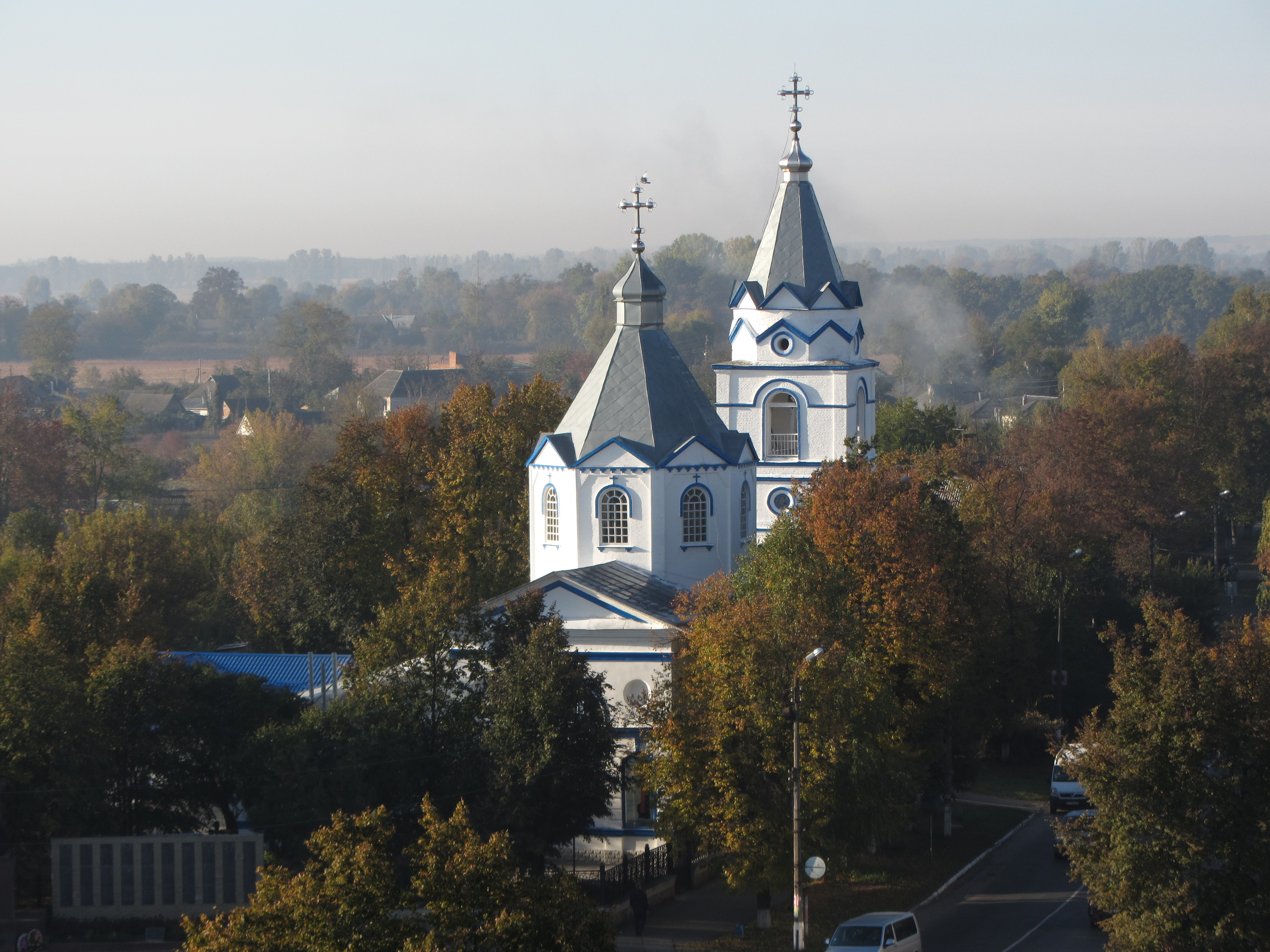
Благовіщенська церква в Лохвиці (фото 2014 р.)

У радянський час лохвицька Благовіщенська церква неодноразово закривалась владою.
У 1929 році з храму знесено купол, у період 1936—41 років у приміщенні культової споруди перебував місцевий краєзнавчий музей. Під час німецько-нацистської окупації наприкінці 1941 року церква відновила діяльність.
У 1959 році релігійну громаду виселили на околицю міста, храм став «молитовним будинком», а церковне приміщення передали під Лохвицьку дитячо-юнацьку спортивну школу.
Нарешті 1990 року приміщення Благовіщенської церкви було передане у власність релігійній громаді (УПЦ МП) згідно з рішенням Лохвицької районної ради.
У 1990—93 роки за великої участі покійного протоієрея Іоанна Теркуна здійснювалась реставрація храму. Взимку-навесні 2000 року проводились розпис церковного купола і реставрація храмових ікон за участі настоятеля храму протоієрея Михаїла Товстяка.

## Джерело
- за інформацією церкви // вміщено тут[недоступне посилання з червня 2019] на сайті travelua.com.ua («Мандрівка Україною») [Архівовано 21 березня 2019 у Wayback Machine.]